# Objektiv (lingvistika)
Objektiv (latinsky casus objectivus, česky předmětový pád) je mluvnický pád větného objektu v jazycích, které nerozlišují objekt přímý a objekt nepřímý formálními znaky. Jedná se o kombinaci funkce dativu a akuzativu do jednoho pádu. Příkladem jazyka, ve kterém se vyskytuje objektiv, je angličtina. Existence objektivu v angličtině však není obecně přijímána, neboť je podporována pouze pronominální morfologií. Jelikož je případný objektiv shodný s tvarem, s nímž se pojí předložky, nazývají se tyto tvary namnoze tvarem nepřímého pádu (oblique case).
S objektivem se lze setkat například také v makedonštině a bulharštině, kde tradiční pády typické pro většinu slovanských jazyků zanikly (byly nahrazeny předložkovými vazbami).
V eskymo-aleutských jazycích je objektiv pád, jímž se vyjadřuje patiens v antipasivu (kdy je konatel v absolutivu).
Příklad objektivu v angličtině:
He helps him – Pomáhá mu (dativ)
He saw him – Viděl ho (akuzativ)